# Anthelephila sulcicollis
Anthelephila sulcicollis is een keversoort uit de familie snoerhalskevers (Anthicidae). De wetenschappelijke naam van de soort is voor het eerst geldig gepubliceerd in 1907 door Pic.